# Doublesix
Doublesix是一家位于吉尔福德并为数字下载市场开发电子游戏的工作室，并为Kuju Entertainment的子公司。工作室由制作《几何战争：银河》的团队组成，他们还制作了以僵尸为主题的射击游戏《燃烧丧尸》。自成立以来，公司已获得数个奖项和提名，尤以2008年英国最佳新工作室以及2009年英国电影和电视艺术学院（BAFTA）最佳手持游戏提名（《几何战争：银河》）出名。他们还为燃烧僵尸制作了续作并取名为《僵尸必须死！》。